# Henry Blumenthal
Henry Blumenthal (geboren als Heinz Blumenthal 21. Oktober 1911 in Graudenz, Deutsches Reich; gestorben 17. Februar 1987 in New York City) war ein deutschamerikanischer Historiker.

## Leben
Heinz Blumenthal war ein Sohn des Edwin Blumenthal und dessen Ehefrau Regina, geborene  Cronheim. Er studierte ab 1930 bis zur Machtübergabe an die Nationalsozialisten 1933 Geschichte an der Universität Berlin, unter anderem bei Hermann Oncken. Blumenthal emigrierte 1936 nach Brasilien, kam 1937 nach Uruguay und 1938 in die USA. Er machte 1943 einen M.A. an der University of California, Berkeley und war danach bis 1946 Soldat der US Army. Im Jahr 1949 wurde er in Berkeley mit der Dissertation Diplomatic Relations between the United States and France, 1836–1861 promoviert. Danach ging er an die Rutgers University und machte dort als Instructor, Assistant  und Associate Professor Karriere und war ab 1963 Professor und war 1969/71 Dean.
Blumenthal befasste sich insbesondere mit den Beziehungen zwischen Frankreich und den Vereinigten Staaten.

## Schriften (Auswahl)

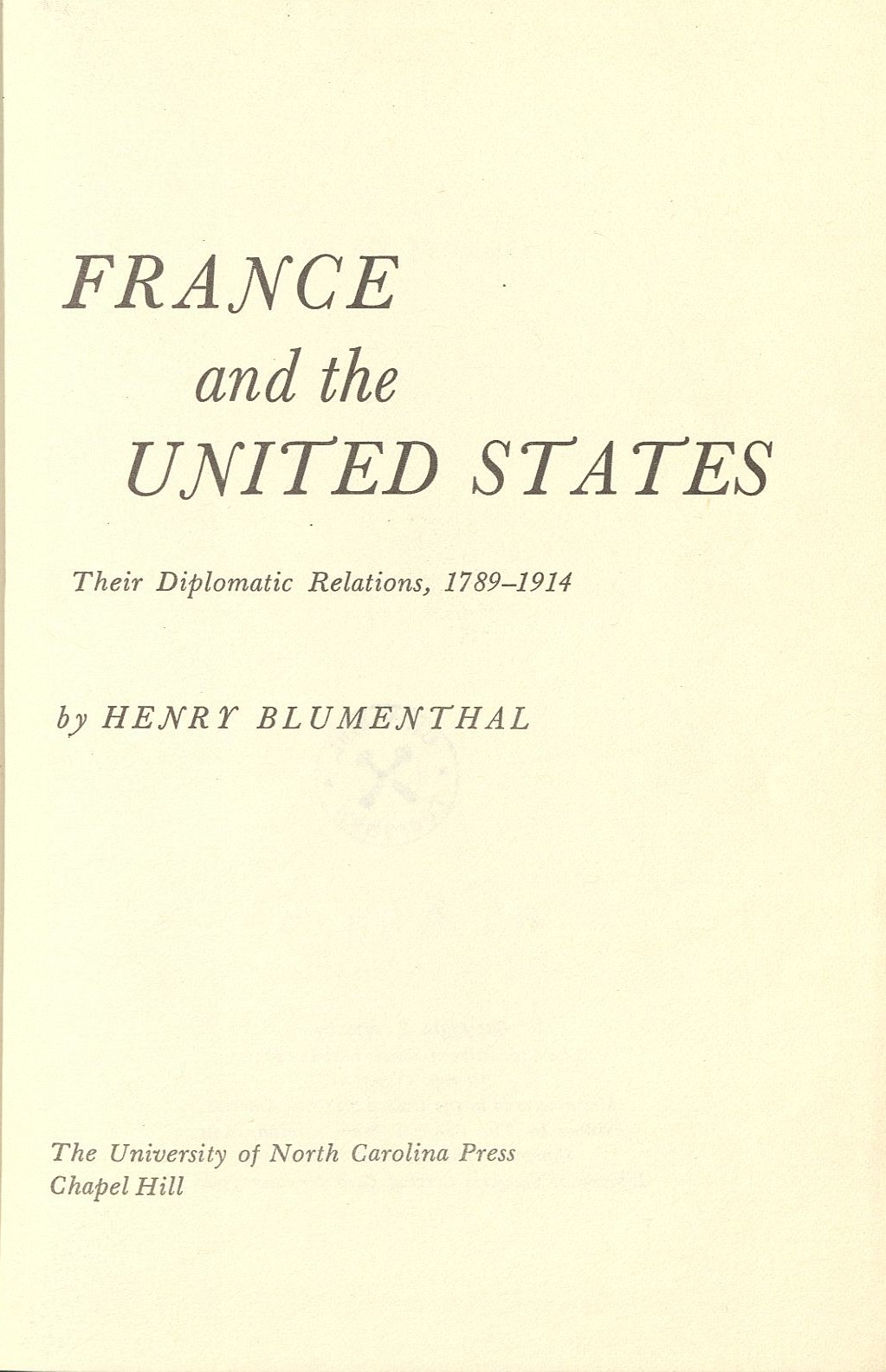
France and the United States (1970)

- A Reappraisal of Franco-American Relations, 1789–1914. 1959
- France and the United States : their diplomatic relations, 1789–1914. Chapel Hill, NC : The Univ. of North Carol. Pr., 1970 online
- American and French culture, 1800–1900 : interchanges in art, science, literature, and society. Baton Rouge, La. : Louisiana State Univ. Pr., 1975 online
- Challenges along my Twentieth Century Odyssey. 1981
- Illusion and Reality in Franco-American Diplomacy, 1914–1945. 1986